# Pieszy

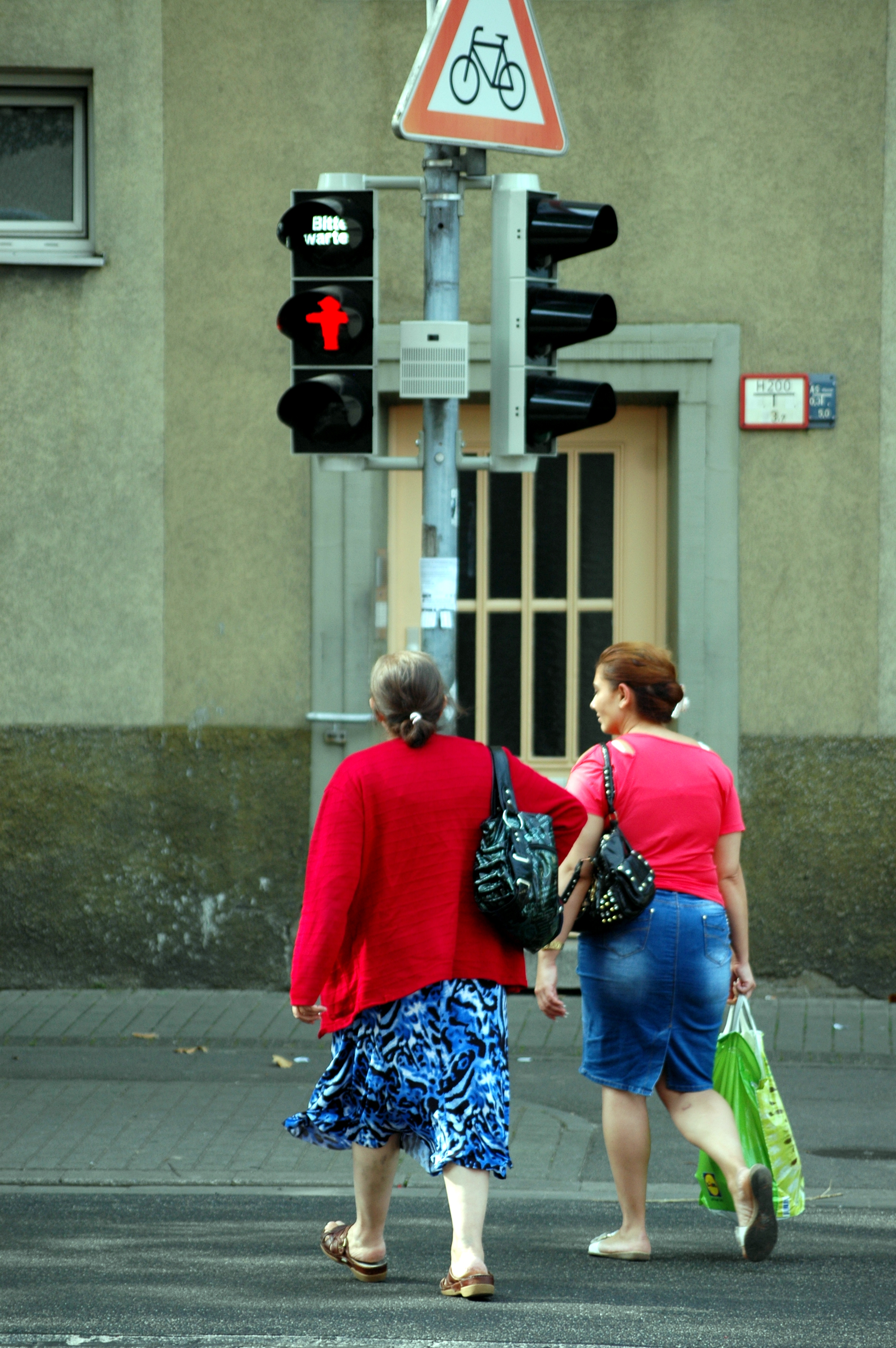
Przejście pieszego przez przejście dla pieszych, gdy świeci się czerwone światło w Polsce jest wykroczeniem, za co grozi mandat.

Pieszy – osoba znajdująca się poza pojazdem na drodze i niewykonująca na niej robót lub czynności przewidzianych odrębnymi przepisami. Za pieszego uważa się również osobę prowadzącą, ciągnącą lub pchającą rower, motorower, motocykl, hulajnogę elektryczną, urządzenie transportu osobistego, urządzenie wspomagające ruch, wózek dziecięcy, podręczny lub inwalidzki, osobę poruszającą się w wózku inwalidzkim, a także osobę w wieku do 10 lat kierującą rowerem pod opieką osoby dorosłej.

## Historia
Ruch pieszy jest podstawową metodą przemieszczania się ludzi od początku istnienia gatunku ludzkiego. Nasi przodkowie wywędrowali z Afryki około 60 000 lat temu. Przebadanie tras tej wędrówki jest jednym z celów Projektu Genograficznego. Przeszli wzdłuż wybrzeży Indii aż do Australii. Przemierzyli Azję i dotarli do Ameryki, a z Azji Środkowej przemaszerowali do Europy.
W osiemnastym i dziewiętnastym wieku piesza wędrówka stała się w Wielkiej Brytanii czy w Stanach Zjednoczonych popularnym sportem widowiskowym, tak jak obecnie jazda konna. Jednym z najsłynniejszych pieszych był kapitan Robert Barclay Allardice, znany jako „Sławny Pieszy” („The Celebrated Pedestrian”) ze Stonehaven. Jego najbardziej godnym podziwu wyczynem był trwający 1000 godzin spacer w tempie mili na godzinę, który wykonał między 1 czerwca i 12 lipca 1809 roku. Udało mu się w ten sposób przemówić do wyobraźni społeczeństwa i zmobilizować 10 000 widzów, by uczestniczyli w wydarzeniu. Do końca XIX wieku wiele osób usiłowało powtórzyć jego sukces. Wśród nich była Ada Anderson, która poszła w ślady sławnego pieszego i maszerowała przez 1000 godzin w tempie ćwierć mili na kwadrans.
Od XIX wieku zainteresowanie pieszą wędrówką zaczęło słabnąć. Mimo że chód zalicza się do sportów olimpijskich, nie wzbudza już porównywalnych emocji. Niemniej jednak piesi nadal uczestniczą w takich popularnych wędrówkach jak Land’s End do John o’ Groats w Wielkiej Brytanii, czy przemierzają Amerykę Północną od oceanu do oceanu. Pierwszą znaną osobą, która obeszła kulę ziemską, był Dave Kunst. 20 czerwca 1970 r. rozpoczął swą wędrówkę z miasteczka Waseca w stanie Minnesota w kierunku wschodnim. 5 października 1974 r. zakończył wyprawę, wchodząc do miasta od strony zachodniej. Tego typu wydarzenia są często powiązane z akcjami charytatywnymi czy zbiórką pieniędzy. Biorą w nich udział zarówno takie sławy, jak Sir Jimmy Savile czy Ian Botham, jak i zwyczajni obywatele, którzy inaczej nie znaleźliby się w centrum uwagi opinii publicznej.

## Zdrowie i środowisko naturalne
Regularne maszerowanie ma istotny wpływ na zdrowie człowieka i środowisko naturalne. Dzięki codziennemu poruszaniu się pieszo można skutecznie zapobiec otyłości i związanym z nią problemom zdrowotnym. Zwyczaj pokonywania samochodem nawet najkrótszych odległości w znacznym stopniu przyczynia się zarówno do otyłości, jak i do zmian klimatycznych, wywoływanych częściowo poprzez emisję spalin. Silniki spalinowe wewnętrznego spalania charakteryzują się wyjątkowo słabą wydajnością i bardzo zanieczyszczają środowisko przez pierwsze kilka minut pracy (rozruch zimnego silnika) – w czasie pokonywania krótkich podróży w mieście. Korzystanie z publicznych środków transportu stanowi zachętę do chodzenia, ponieważ zazwyczaj wymaga to pokonania pieszo nieco większych odległości na przystanek niż drogi do zaparkowanego samochodu.

## Drogi

Znak zakazu B-41: Zakaz ruchu pieszych. Znak zabrania ruchu pieszych po tej stronie drogi, po której znak jest umieszczony. Stosowany ze względu na brak chodnika przy dużym ruchu pojazdów stanowiących niebezpieczeństwo dla pieszych lub gdy droga posiada wydzielony ciąg przeznaczony do ruchu pieszego.

W dzisiejszych czasach przy drogach wytycza się ścieżki przeznaczone specjalnie dla ruchu pieszych, czyli chodniki. Istnieją również ścieżki, z których korzystają wyłącznie piesi, zwłaszcza na szlakach turystycznych, ale są też takie drogi, przy których nie ma ścieżek dla pieszych. Ścieżki wytyczone na terenach górskich i leśnych noszą nazwę szlaków. Podczas gdy na niektórych drogach dopuszcza się zarówno ruch pieszy, konny i samochodowy, to na innych piesi mają całkowity zakaz wstępu. Deptaki przeznaczone się wyłącznie dla ruchu pieszych. Na niektórych drogach są specjalne przejścia dla pieszych. Most tylko dla pieszych nazywamy kładką.
W wielu miejscach w Stanach Zjednoczonych przepisy bezwzględnie wymagają od kierowcy przepuszczenia pieszego na przejściu.
W Wielkiej Brytanii piesi mają prawo korzystać ze wszystkich dróg publicznych (bez względu na to, czy mają one chodniki), wyłączając autostrady i niektóre tunele i mosty. Zazwyczaj zaleca się, by piesi szli w przeciwnym kierunku do ruchu samochodów w przypadku, gdy przy drodze nie ma chodnika.

## Zagrożenie pieszych
Jeśli samochód porusza się z prędkością ok. 65 kilometrów na godzinę (40 mil na godz.), ryzyko zabicia potrąconego pieszego jest od 3,5 do 4,5 razy wyższe w porównaniu do jazdy z prędkością ok. 50 kilometrów na godzinę (30 mil na godz.).
Grupa robocza do spraw bezpieczeństwa ruchu drogowego w Stanach Zjednoczonych obliczyła, że odsetek zabitych wśród potrąconych pieszych wynosi 2,3% w przypadku samochodów poruszających się z prędkością 10–20 mil na godzinę (ok. 16–32 km/h). Gdy prędkość rośnie do 40 mil (65 km/h) i więcej, 54% potrąconych ginie.